# Мелентьево (Никольский район)
Мелентьево — деревня в Никольском районе Вологодской области.
Входит в состав Краснополянского сельского поселения, с точки зрения административно-территориального деления — в Краснополянский сельсовет.
Расстояние до районного центра Никольска по автодороге — 0,5 км. Ближайшие населённые пункты — Соколово, Аксентьево, Никольск.
По переписи 2002 года население — 546 человек (272 мужчины, 274 женщины). Всё население — русские.